# Pieve dei Santi Ippolito e Biagio
La pieve dei Santi Ippolito e Biagio è un luogo di culto cattolico che si trova a Castelfiorentino, sulla collina che domina il paese, in provincia di Firenze, nel territorio dell'arcidiocesi di Firenze.
L'attuale pieve, un tempo intitolata al solo san Biagio, ha ereditato tutti i diritti un tempo spettanti alla più antica pieve di Sant'Ippolito a Elsa (la Pieve Vecchia).

## Storia
La chiesa di San Biagio nasce come oratorio posto all'interno del castello di Castelfiorentino e come suffraganea della pieve di Sant'Ippolito. È situata sul culmine della collina che sovrasta Castelfiorentino quasi all'incrocio tra la via Volterrana nord e il tratto di fondovalle della via Francigena.
Le più antiche testimonianze su questa chiesa si ricavano da due iscrizioni poste nell'archivolto del portale destro e nella parte dell'abside e sono datati rispettivamente 1195 e 1204, nel periodo in cui venne trasferito il santo titolare e il titolo plebano e che comportò la realizzazione di lavori di ampliamento dell'edificio.
Nel 1197 presso la pieve si riunirono i capi del partito guelfo di Firenze, Lucca, Siena, San Miniato e Volterra per stipulare un'alleanza contro il partito filoimperiale.
Già nel 1202 la chiesa era diventata pieve come dimostra un atto rogato il 14 dicembre di quell'anno che dice: data in castro florentino in claustro ecclesie et plebis sancti Ypoliti e ancora il chiostro della Pieve di Sant'Ippolito nel castello fu sede di un giuramento tra gli uomini di Castelfiorentino e il loro vescovo stipulato il 13 dicembre 1233. Oltre al titolo plebano venne trasferito anche il capitolo dei canonici che forse trovò sede nella chiesa di San Lorenzo.
In una campana è posta come data di fusione il 1253 e questo è l'anno in cui viene terminata la costruzione del campanile; oltre alla data sulla campana è riportato il nome del pievano.
Il territorio a lei sottoposto era composto da 14 chiese suffraganee e 2 spedali e anche se non era molto esteso, era molto fertile e popoloso. Di conseguenza la pieve era ricca e per questo i pievani furono sempre esponenti di potenti famiglie locali. Tra i pievani sono da ricordare Benno citato nel 1202 come arbitro in contese locali, o come Boninsegna citato nel 1214, o come Alcampo Abbadinghi nominato canonico fiorentino nel 1254, Ranuccio nominato sottocollettore apostolico per le decime della diocesi di Fiesole nel 1276-1277 e infine Filippo Panfolia giudice nel 1278.
Alla metà del XVIII secolo, tra il 1739 e il 1743, la chiesa venne ridefinita in stile barocco. Nel 1867 venne demolito l'oratorio di Sant'Ilario che era stato più volte ingrandito e restaurato dalla Confraternita della misericordia che vi aveva la sede fin dal 1326.
Nel 1936 la chiesa fu sottoposta ad un radicale restauro che comportò l'eliminazione degli interventi barocchi e il ritorno allo stile romanico.

## Descrizione
La chiesa dei santi Ippolito e Biagio consiste in una chiesa a navata unica conclusa con un'abside e con copertura lignea. Per le sue soluzioni decorative la chiesa è fra gli edifici in cotto più interessanti della val d'Elsa e si rifà ad uno schema già sperimentato nella pieve di San Giovanni Evangelista a Monterappoli.

### Esterno

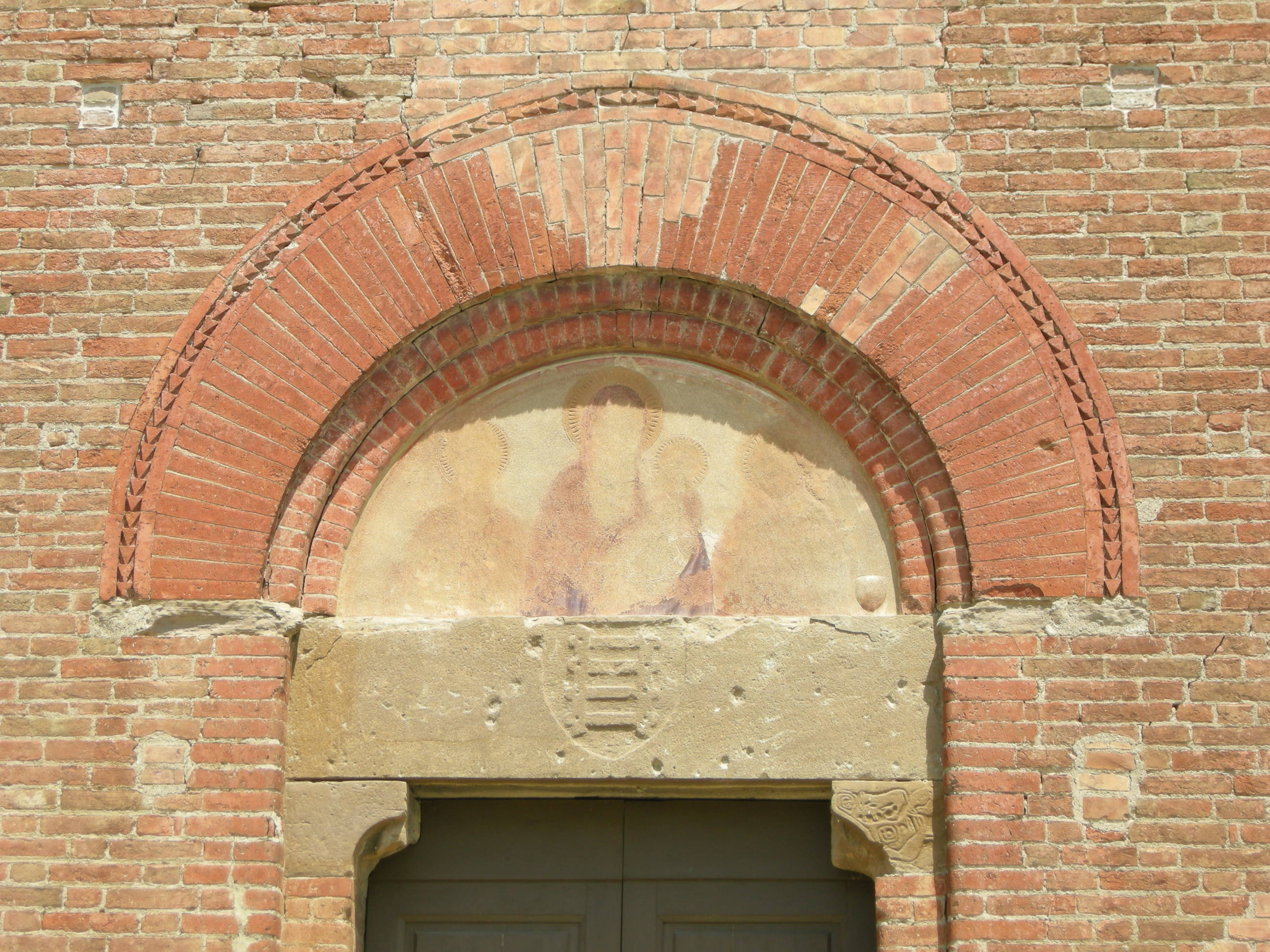
Tracce di affresco sopra il portale

La facciata è a capanna ed è stata realizzata mediante l'impiego di mattoni in cotto. È inquadrata da grosse lesene ai lati e modanata attraverso l'uso di mensoline concave il cui uso continua lungo tutte le fiancate.
Al centro della facciata si apre il portale, di stile misto fiorentino e pisano, con architrave in arenaria scolpita poggiante su mensole che hanno la funzione di capitelli per due semicolonne in mattoni; L'arco in cotto è aggettante ed estradossato ed è decorato mediante cunei; è presente una lunetta all'interno della quale si trova un affresco. Sopra al portale si apre una bifora. Tra la bifora e il culmine della facciata si trovano, inseriti nella muratura e disposti secondo due linee parallele, i resti di sei bacini in ceramica decorati con motivi geometrici e vegetali in giallo oro su fondo turchese o bianco.
Sul fianco settentrionale si aprivano due porte, tamponate nel 1739, e due monofore. Ad esso è addossato il campanile a vela. La fiancata meridionale è aperta da quattro monofore e da un portale con ghiera decorata con motivi a zig-zag e foglie e reca l'iscrizione A.D.MCVC.
La tribuna ricostruita "in stile", è aperta da due monofore disposte simmetricamente ai lati dell'abside semicircolare ed è coronata da una serie di mensoline e sotto la cuspide è aperta da una feritoia a croce.

### Interno
L'interno della chiesa presenta un vasto spazio la cui unica interruzione sono i tre gradini che danno accesso all'ampio presbiterio.
Nell'abside si trova un crocifisso ligneo del XIV secolo e nella nicchia del fonte battesimale vi sono degli affreschi riproducenti Sant'Ippolito opera del 1428 e San Pietro martire del 1429.

## Piviere di Sant'Ippolito

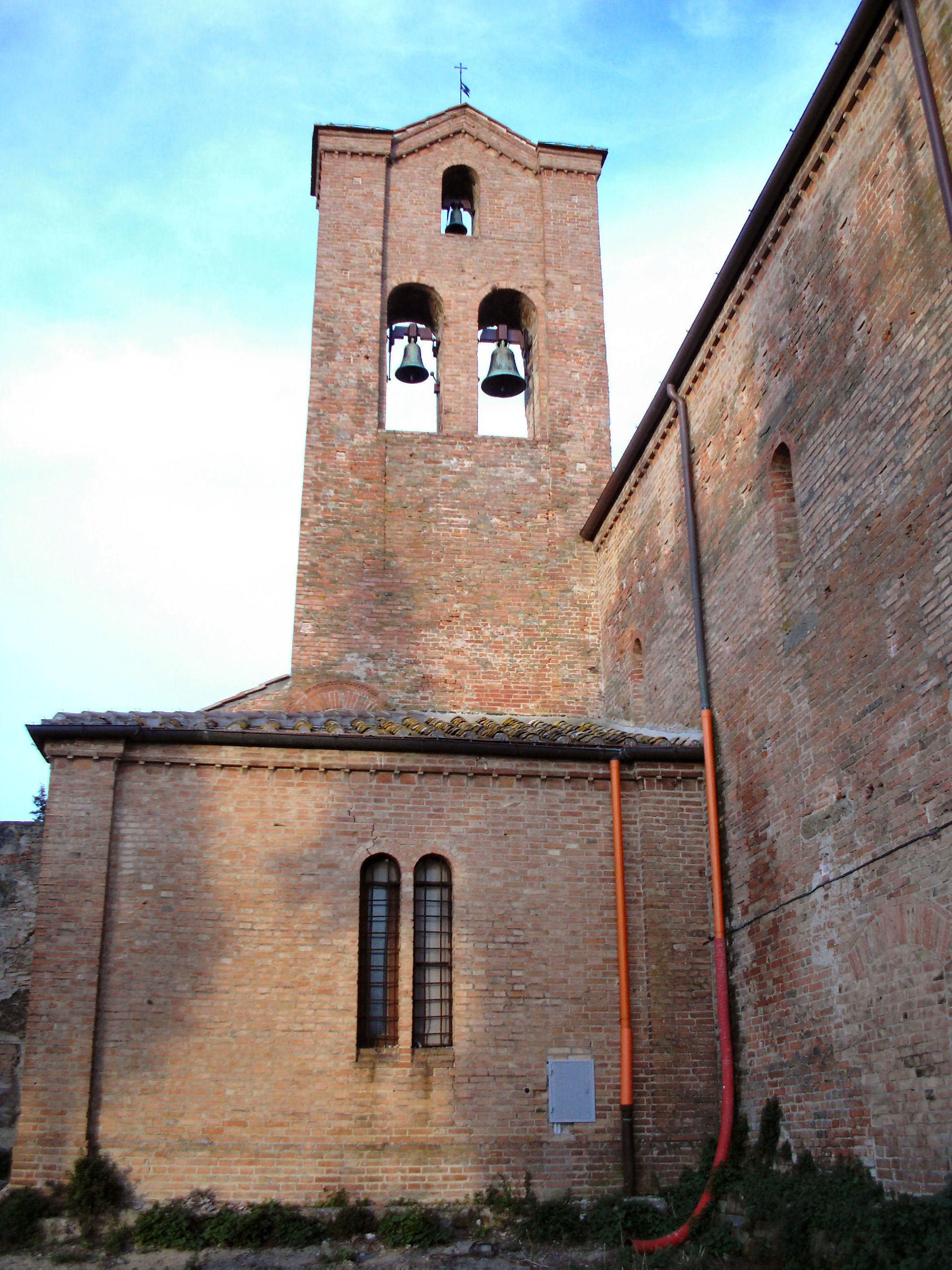
Il campanile a vela

### Chiese
- canonica di Santa Maria a Petrazzi
- chiesa di San Bartolomeo a Cabbiavoli
- chiesa di San Giusto a Camporese
- chiesa di San Bartolomeo alle Canne
- chiesa di Santa Lucia a Gello
- chiesa di Sant'Jacopo a Gricciano
- chiesa di San Martino alle Fonti
- chiesa di San Donato a Iano
- chiesa di San Michele a Monte
- chiesa di Sant'Andrea (San Quirico) a Monteravoli
- chiesa di San Pietro a Pisangoli
- chiesa di San Bartolomeo a Sala
- chiesa di San Michele a Vallecchio

### Oratori all'interno del castello
- oratorio di San Biagio
- oratorio dei Santi Lorenzo e Leonardo
- oratorio di Sant'Ilario
- oratorio di Sant'Antonio
- convento di San Francesco

### Spedali
- spedale della Santa Croce
- spedale di San Giusto